# Zimirina
Zimirina là một chi nhện trong họ Gnaphosidae.